# ジェフ・ビアンチ
ジェフリー・"ジェフ"・トーマス・ビアンチ（Jeffrey "Jeff" Thomas Bianchi、1986年10月5日 - ）は、 アメリカ合衆国・ペンシルベニア州ランカスター郡ランピーター出身の元プロ野球選手（内野手）。右投右打。

## 経歴

### プロ入りとロイヤルズ傘下時代
2005年のMLBドラフト2巡目（全体50位）でカンザスシティ・ロイヤルズから指名され、プロ入り。
2010年3月にトミー・ジョン手術を行った。
2011年オフにDFAとなった。

### ブルワーズ時代
2011年12月9日にウェイバー公示を経てシカゴ・カブスへ移籍した。
2012年1月11日にミルウォーキー・ブルワーズへ移籍した。8月22日にランディ・ウルフの放出に伴い、メジャーに昇格した。
2013年1月18日に第3回WBCのイタリア代表に選ばれた。
2014年は開幕ロースター入りし、故障で度々離脱していた正三塁手であるアラミス・ラミレスのバックアップとして21試合に出場したが、打率が.145と落ち込み、5月25日に40人枠を外れ、傘下のAAA級ナッシュビル・サウンズへ降格した。その後6月29日のコロラド・ロッキーズ戦よりメジャー復帰した。オフにFAとなった。

### レッドソックス時代
2015年1月7日にボストン・レッドソックスとマイナー契約を結んだ。
開幕は傘下のAAA級ポータケット・レッドソックスで迎え、5月24日にシェーン・ビクトリーノの故障者リスト入りに伴ってメジャー昇格したが、6月15日にDFAとなった。6月25日にマイナー契約でAAA級ポータケットに配属された。7月に2015年パンアメリカン競技大会の男子野球アメリカ合衆国代表に選出されている。同大会では決勝のカナダ戦でサヨナラ負けし、準優勝で銀メダルを獲得した。10月5日にFAとなった。

### ロッキーズ傘下時代
2016年4月1日にコロラド・ロッキーズとマイナー契約を結んだ。傘下のAAA級アルバカーキ・アイソトープスでプレーし、66試合に出場して打率.245・2本塁打・19打点・1盗塁の成績を残した。オフの11月7日にFAとなった。この年限りで現役を引退した。

### 現役引退後
2017年からはミルウォーキー・ブルワーズのスカウトに就任し、2020年まで務めた。
2021年、独立リーグ・アトランティックリーグのランカスター・バーンストーマーズの打撃コーチに就任した。

## 詳細情報

### 年度別打撃成績
| 年 度    | 球 団    | 試 合 | 打 席 | 打 数 | 得 点 | 安 打 | 二 塁 打 | 三 塁 打 | 本 塁 打 | 塁 打 | 打 点 | 盗 塁 | 盗 塁 死 | 犠 打 | 犠 飛 | 四 球 | 敬 遠 | 死 球 | 三 振 | 併 殺 打 | 打 率 | 出 塁 率 | 長 打 率 | O P S |
| -------- | -------- | ----- | ----- | ----- | ----- | ----- | -------- | -------- | -------- | ----- | ----- | ----- | -------- | ----- | ----- | ----- | ----- | ----- | ----- | -------- | ----- | -------- | -------- | ----- |
| 2012     | MIL      | 33    | 76    | 69    | 8     | 13    | 2        | 0        | 3        | 24    | 9     | 0     | 0        | 2     | 1     | 4     | 0     | 0     | 13    | 1        | .188  | .230     | .348     | .578  |
| 2013     | MIL      | 100   | 252   | 236   | 22    | 56    | 8        | 1        | 1        | 69    | 25    | 4     | 4        | 2     | 2     | 11    | 0     | 1     | 46    | 4        | .237  | .272     | .292     | .564  |
| 2014     | MIL      | 29    | 74    | 70    | 4     | 12    | 1        | 0        | 0        | 13    | 6     | 0     | 0        | 0     | 1     | 3     | 0     | 0     | 17    | 1        | .171  | .203     | .186     | .388  |
| 2015     | BOS      | 3     | 2     | 2     | 0     | 0     | 0        | 0        | 0        | 0     | 0     | 0     | 0        | 0     | 0     | 0     | 0     | 0     | 0     | 0        | .000  | .000     | .000     | .000  |
| MLB：4年 | MLB：4年 | 165   | 404   | 377   | 34    | 81    | 11       | 1        | 4        | 106   | 40    | 4     | 4        | 4     | 4     | 18    | 0     | 1     | 76    | 6        | .215  | .250     | .281     | .531  |

### 背番号
- 14（2012年 - 2014年）
- 16（2015年）

### 代表歴
イタリア代表
- 2013 ワールド・ベースボール・クラシック・イタリア代表

アメリカ合衆国代表
- 2015年パンアメリカン競技大会男子野球アメリカ合衆国代表